# Firebuds : premier secours
Firebuds : premier secours est une série télévisée d'animation par ordinateur américaine créée par Craig Gerber, produite par Electric Emu Productions et Disney Television Animation. 
La série est diffusée aux États-Unis sur Disney Junior depuis le 21 septembre 2022,,.
En France, la série est diffusée le 5 novembre 2022 sur Disney Junior et enfin sur Gulli à partir du 8 janvier 2024.
En janvier 2023, la série a été renouvelée pour une deuxième saison.

## Résumé
Dans un monde où les humains et les voitures parlantes coexistent, un groupe d'enfants et leurs copains véhicules de sauvetage, parcourent les communautés de Gearbox Grove et Motopolis et les aident à se protéger du danger.

## Personnage

### Principaux
- Bo Bayani : Un garçon philippino-américain qui est un pompier en herbe. Il est le chef des Firebuds.
- Flash Fireson : Camion de pompiers de Bo. Il devient très hyperactif, en particulier lors du sauvetage de personnes et de véhicules.
- Violette Vega-Vaughn : Une fille d'origine asiatique qui est une aspirante ambulancière. Elle aime la gymnastique et aller vite.
- Axelle Ambrose : Ambulance de Violette. Elle aime le carkour et aller vite comme Violette.
- Jayden Jones : Un garçon afro-américain qui est un policier en herbe. C'est un inventeur qui aime manger.
- Piston Porter : Voiture de police de Jayden. Il aime les règles et la sécurité.

### Récurrent
- Chef Bill Bayani : Le père de Bo et co-chef du service d'incendie de Gearbox Grove.
- Chef Faye Fireson : La mère de Flash et co-chef du service d'incendie de Gearbox Grove.
- Beth Bayani : La mère de Bo qui est thérapeute.
- Floyd Fireson : Le père de Flash qui est architecte.
- Val Vega-Vaughn : La mère paramédicale de Violette.
- Arnie Ambrose : Le père ambulancier d'Axelle.
- Viv Vega-Vaughn : La mère mécanicienne de Violette.
- AJ Ambrose : Le père semi-transporteur d'Axelle.
- Jenna Jones : La mère de Jayden et chef adjoint du Bureau de soutien communautaire du département de police de Motopolis.
- Pete Porter : Le père de Piston et le partenaire de Jenna .
- Jamal Jones : Le père de Jayden qui est agent de la circulation pour le département de police de Motopolis.
- Pam Porter : La mère de Piston et la partenaire de Jamal.
- Jazzy Jones : la sœur cadette de Jayden atteinte de spina bifida.
- Piper Porter : La sœur de Piston et le vroom-mate en fauteuil roulant électrique de Jazzy.
- Juin : Journaliste et ami des Firebuds.
- Vance : Vroom-mate de juin et opérateur de caméra.
- Harry : Un ami des Firebuds et le plus grand fan de Violette.
- Carly : Vroom-mate de Harry et le plus grand fan d'Axelle.
- Iggy : Le voisin grossier et odieux des Firebuds.
- Rod : Le vroom-mate grossier et odieux d'Iggy.
- Chef Al : Chef et copropriétaire de l'Overdrive Cafe.
- Chef Fernando : Vroom-mate du food truck du chef Al et copropriétaire de l'Overdrive Cafe.
- Bang, Pow et Zip : Trois petites voitures et frères exubérants.
- Famille canard - Une famille composée d'une mère canard et de trois canetons. On les voit se promener, provoquant parfois des embouteillages.

### Méchants
- The Riley Gang : Un gang de jeunes voleurs et les ennemis jurés des Firebuds.
  - Wayne Riley : Le chef du Riley Gang. Il invente des outils pour ses crimes et souffre d'hétérochromie (œil vert à droite et œil bleu à gauche).
  - Grant : Le vroom-mate de Wayne dans le crime.
  - Wiley Riley : la sœur et partenaire de Wayne dans le crime.
  - Gauge : Le vroom-mate de Wiley dans le crime. Elle s'énerve quand les gens ne la reconnaissent pas pour un crime qu'elle et Wiley commettent.

## Distribution

### Personnages principaux
- Declan Whaley (VF : Gaspard Ringelheim) : Bo Bayani
- Terrence Little Gardenhigh (VF : Ulysse Carlier) : Flash Fireson
- Vivian Vencer (VF : Adèle Loreau) : Violette Vega-Vaughn
- Lily Sanfelippo (VF : Marion Lavigne) : Axelle Ambrose
- Jecobi Swain (VF : Leny De Luca) : Jayden Jones
- Caleb Paddock (VF : Jaïdee Paganini) : Piston Porter

### Personnages récurrent
- Lou Diamond Phillips (VF : Jean-François Rossion) : Chef Bill Bayani
- Yvette Nicole Brown (VF : Myriam Thyrion) : Chef Faye Fireson
- Melissa Rauch (VF : Colette Sodoyez) : Beth Bayani
- Kevin Michael Richardson (VF : Michel Hinderyckx) : Floyd Fireson
- Natalie Morales (VF : Célia Torrens) : Val Vega-Vaughn
- Stephen Guarino (VF : David Manet) : Arnie Ambrose
- Allison Case (VF : Marie Braam) : Viv Vega-Vaughn
- Ian James Corlett : AJ Ambrose
- LaChanze : Jenna Jones
- Sean Kenin : Pete Porter
- Brandon Victor Dixon (VF : Jean-Paul Clerbois) : Jamal Jones
- Hope Levy (VF : Julie Dieu) : Pam Porter
- Lauren 'Lolo' Spencer (VF : Ludivine Deworst) : Jazzy Jones
- Sammi Haney (VF : Sofia Abouatmane) : Piper Porter
- Tessa Espinola (VF : Sofia Abouatmane) : Juin
- Max Mitchell (VF : Brieuc Lemaire) : Vance
- Cameron Crovetti (VF : Valérie Lecot) : Harry
- Abigail Zoe Lewis (VF : Sophie Pyronnet) : Carly
- Benjamin Valic (VF : Jean Duprez) : Iggy
- Henry Kaufman (VF : Simon Duprez) : Rod
- José Andrés (VF : Frédéric Haugness) : Chef Al
- Oscar Nunez (VF : Grégory Praet) : Chef Fernando
- Gavin McCrillis (VF : Basile Pochet) : Bang
- Grayson Boulom (VF : Ludivine Deworst) : Pow
- Nylan Parthipan : Zip
- Keith David (VF : Pierre Bodson) : Manny Kablamee

### Antagonistes
- Atticus Shaffer (VF : Jean Duprez) : Wayne Riley
- Cleo Berry : Grant
- Luna Bella Zamora (VF : Sophie Pyronnet) : Wiley Riley
- Kensington Tallman : Gauge

Version française
- Studio de doublage : Dubbing Brothers
- Direction artistique : France Wagener
- Adaptation : Véronique Tzéréthéli, Cyrielle Roussy
- Direction artistique (chansons) et Adaptation (chansons) : Patrick Taïeb

## Episodes
| N° Episodes | Titre francophone                                                         | Produit par                    | Ecrit par                                            |
| ----------- | ------------------------------------------------------------------------- | ------------------------------ | ---------------------------------------------------- |
| 1           | Une voiture dans un arbresLe jour du Dalmatien                            | Robb Pratt                     | Craig Gerber                                         |
| 2           | Sur les chapeaux de rouesPanique aux fourneaux                            | Julius AguimatangKris Wimberly | Matt HovermanKrystal Banzon                          |
| 3           | Une cabane dans les arbresVéhicule en fuite !                             | Julius AguimatangKris Wimberly | Leanna DindalJeremy Shipp                            |
| 4           | Pique-nique en familleCourse de vitesse                                   | Julius AguimatangKris Wimberly | Krystal BanzonNorma P. Sepulveda                     |
| 5           | Une maison pas si hantéeLes héros d'Halloween                             | Julius AguimatangKris Wimberly | Leanna DindalNorma P. Sepulveda                      |
| 6           | L'équipe de secours en mode gardien de nuitCarly et le club de secourisme | Julius AguimatangKris Wimberly | Jeremy ShippLeanna Dindal                            |
| 7           | Au bord du précipicePompier en herbe                                      | Julius AguimatangKris Wimberly | Norma P. SepulvedaKrystal Banzon                     |
| 8           | Le marécage hantéLa fibre artistique                                      | Julius AguimatangKris Wimberly | Norma P. SepulvedaKrystal Banzon                     |
| 9           | L'orageAttention fragile                                                  | Julius AguimatangKris Wimberly | Krystal BanzonJeremy Shipp                           |
| 10          | Transmission ImpossibleCarkour                                            | Kris WimberlyJulius Aguimatang | Leanna DindalJeremy Shipp                            |
| 11          | Le club des livreurs solidairesPiège de boue                              | Julius AguimatangKris Wimberly | Alyssa StrattonNorma P. Sepulveda                    |
| 12          | Pow joue avec les grandsBig roue                                          | Julius AguimatangKris Wimberly | Jeremy ShippLeanna Dindal                            |
| 13          | Joyeux HanoukaLa grande glissade                                          | Kris WimberlyJulius Aguimatang | Jeremy ShippKrystal Banzon                           |
| 14          | Sirène d'urgenceAttention à la circulation                                | Julius AguimatangKris Wimberly | Norma P. SepulvedaLeanna Dindal                      |
| 15          | Bayani Cookout""Rest of the Best                                          | Julius AguimatangKris Wimberly | Krystal BanzonJeremy Shipp                           |
| 16          | Piston's Driving School""Jazzyland                                        | Julius AguimatangKris Wimberly | Leanna DindalNorma P. Sepulveda                      |
| 17          | Puppy Pursuit""The Ice Cream Truck Bandits                                | Julius AguimatangKris Wimberly | Krystal BanzonAlyssa Stratton                        |
| 18          | Cleft Hood""The Case of the Disappearing Doghouse                         | Julius AguimatangKris Wimberly | Jeremy ShippLeanna Dindal                            |
| 19          | All That Jazzy""Iguana Hold Your Hand                                     | Julius AguimatangKris Wimberly | Norma P. Sepulveda and Alyssa StrattonKrystal Banzon |
| 20          | Shelter Island""Escape from Shelter Island                                | Julius AguimatangKris Wimberly | Jeremy ShippLeanna Dindal                            |
| 21          | The Super Safety Show""Job-O-Rama Day                                     |                                |                                                      |

## Réception

### Critique
Alex Reif de Laughing Place a affirmé : " Firebuds enseigne aux enfants que les véhicules colorés avec des lumières et des sons qui les enchantent sur les routes ont un travail important à faire. Ils peuvent faire leur part en suivant les règles et en jouant en toute sécurité. Et quand quelqu'un a besoin d'aide , offrez un coup de main si vous le pouvez. Bien que l'émission ne soit pas la première à aborder ce même thème, elle se distingue en incluant les enfants à la fois comme des êtres humains et des véhicules amusants, et elle reflète davantage le monde dans lequel nous vivons aujourd'hui pour inspirer la prochaine génération d'avant-gardistes." Ashley Moulton de Common Sense Mediaa attribué à la série une note de 3 étoiles sur 5, a complimenté la valeur éducative, affirmant que la série enseigne la responsabilité, et a loué les messages positifs et les modèles, déclarant que les personnages font preuve de travail d'équipe et de convivialité

### Distinction
Firebuds a reçu une nomination pour la programmation exceptionnelle pour enfants lors de la 34e édition des GLAAD Media Awards,.